# Horseshoe Crater
Horseshoe Crater är ett berg i Antarktis. Det ligger i Östantarktis. Nya Zeeland gör anspråk på området. Toppen på Horseshoe Crater är 1 096 meter över havet.
Terrängen runt Horseshoe Crater är bergig västerut, men österut är den kuperad. Trakten är obefolkad. Det finns inga samhällen i närheten. 